# Virieu-le-Grand
Virieu-le-Grand je naselje in občina v jugovzhodnem francoskem departmaju Ain regije Rona-Alpe. Leta 1999 je naselje imelo 962 prebivalcev.

## Geografija
Kraj se nahaja v pokrajini Bugey, 73 km jugovzhodno od središča departmaja Bourga.

## Administracija
Virieu-le-Grand je sedež istoimenskega kantona, v katerega so poleg njegove vključene še občine Armix, La Burbanche, Bettant, Ceyzérieu, Cheignieu-la-Balme, Contrevoz, Cuzieu, Flaxieu, Marignieu, Pugieu, Rossillon, Saint-Martin-de-Bavel in Vongnes s 3.580 prebivalci. 
Kanton je sestavni del okrožja Belley.

1. ↑  »Populations légales 2016«. Nacionalni inštitut za statistične in gospodarske raziskave. Pridobljeno 25. aprila 2019.